# Обица
Обица̀ (или обеца̀) е вид украшение, накит, бижу, което се носи на ухото. За целта в ухото се пробиват дупки, където се закачат обиците. Носят ги както жени, така и мъже. Изработват се от най-различни материали – пластмаса, метал, дърво, стъкло, скъпоценни камъни и други. Формата и големината на обиците е твърде разнообразна.
Обиците са популярно украшение още от дълбока древност. В Азия преди 7000 години са правени мъжки обици. За древните египтяни и асирийци обицата е символ на високо положение в обществото. В древна Гърция и Рим обиците са били носени като знак на храброст. Изработените от сребро или злато обици, украсени със скъпоценни камъни са се носели с гордост от римлянките и гъркините, с което са показвали принадлежност към висока социална класа. Сред намерените в египетските гробници бижута, обиците са най-срещаните. В древен Китай и Индия също са се носели обици.